# 造橋交流道 (台72線)
造橋交流道，為臺灣台72線的交流道，位於臺灣苗栗縣台13甲線上，指標為6k，在2003年3月20日通車，可通往苗栗市、造橋鄉、高鐵苗栗站與臺鐵造橋車站。
|        | 6 造橋 |  | 造橋 苗栗 |
| 高鐵站 | 6 造橋 |  |           |

## 鄰近公路
- 台6線
- 台13甲線
- 縣道126號

## 外部連結
- 台72線造橋交流道示意圖 （页面存档备份，存于）（交通部公路總局）